# Congrés Internacional de Matemàtics de 2002
El Congrés Internacional de Matemàtics de 2002 va ser el vint-i-quatre Congrés Internacional de Matemàtics celebrat a Beijing, Xina del 20 d'agost al 28 d'agost de 2002.
Conferència de satèl·lit de teoria de jocs allotjada a la Xina. John Nash i Leon Petrosyan van assistir a la conferència. El matemàtic Chern va ser el cap del Congrés. Wenjun Wu va pronunciar un discurs durant el Congrés.

## Premis
Laurent Lafforgue i Vladimir Voevododsky van guanyar les medalles Fields. Jiang Zemin va ser l'encarregat de lliurar les medalles.